# Ткаченко, Григорий Тихонович
Григорий Тихонович Ткаченко (10 ноября 1923, с. Красная Яруга, Курская губерния — 18 января 1944, у села Поповка, Винницкая область) — ефрейтор Рабоче-крестьянской Красной Армии, участник Великой Отечественной войны, Герой Советского Союза (1944).

## Биография
Григорий Ткаченко родился 10 ноября 1923 года в селе Красная Яруга (ныне — посёлок городского типа, районный центр в Белгородской области). После окончания семи классов школы работал в колхозе. В 1941 году Ткаченко был призван на службу в Рабоче-крестьянскую Красную Армию. С августа 1943 года — на фронтах Великой Отечественной войны.
К январю 1944 года ефрейтор Григорий Ткаченко был курсантом учебного батальона 8-го запасного стрелкового полка 38-й армии 1-го Украинского фронта. Отличился во время освобождения Винницкой области Украинской ССР. 18 января 1944 года в критический момент боя в районе села Поповка Липовецкого района Ткаченко закрыл собой амбразуру вражеской пулемётной точки, ценой своей жизни обеспечив успех действий своего подразделения. Похоронен в Поповке.

## Награды
Указом Президиума Верховного Совета СССР от 25 августа 1944 года ефрейтор Григорий Ткаченко посмертно был удостоен высокого звания Героя Советского Союза. Также посмертно был награждён орденом Ленина.

## Память
В честь Ткаченко названы улица и поле в Поповке, установлен бюст и названа улица в Красной Яруге.